# Scelophysa endroedyyougai
Scelophysa endroedyyougai är en skalbaggsart som beskrevs av Dombrow 1999. Scelophysa endroedyyougai ingår i släktet Scelophysa och familjen Melolonthidae. Inga underarter finns listade i Catalogue of Life.